# Val Cichero

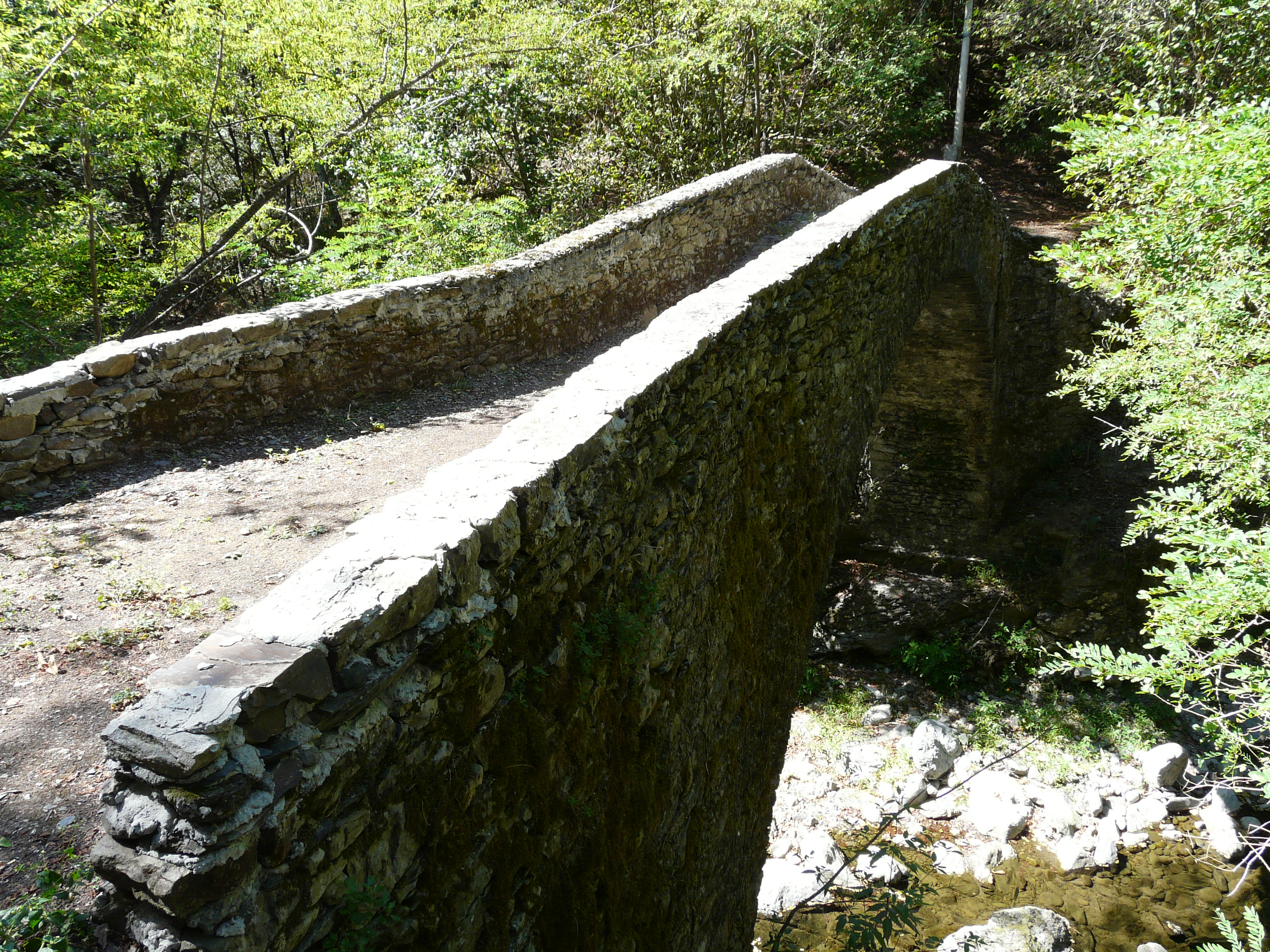
Ponte sul torrente Cicana presso Celesia

La val Cichero, detta anche val Cicana, dal nome del torrente che la bagna (in ligure rispettivamente vallâ de Cichê e vallâ da Cicaña), è una valle della Liguria lunga circa 7 km che si trova fra la Val Fontanabuona a ovest e la Valle Sturla a est. È interamente situata nel comune di San Colombano Certenoli.
Il torrente Cicana nasce dal monte Ramaceto. In località Terrarossa confluisce nel torrente Sturla. Qualche chilometro dopo, i due corsi d'acqua si uniscono nei pressi di Carasco dando origine, insieme al torrente Graveglia, al fiume Entella che sfocia nel mar Ligure fra Chiavari e Lavagna.
La bassa valle si presenta ripida e coperta da fitti boschi, mentre la parte alta si allarga in pianori dove, almeno in passato, vi era un'attività agricola.
Durante la seconda guerra mondiale la Val Cichero ospitò i partigiani che trovarono rifugio nei cosiddetti cason, ancora oggi visibili. Fin dal novembre del 1943, il carattere appartato della vallata spinse una delle prime bande sorte nelle colline di Chiavari a trasferirvi la propria base operativa. La stima che la formazione seppe acquisire e i buoni rapporti con la popolazione locale, la fece diventare un punto di riferimento per i vari gruppi della Resistenza che operavano nel Levante genovese e dette il nome ad una delle più famose formazioni partigiane: la Divisione Garibaldi "Cichero". Per contro, la popolazione della Val Cichero subì un rastrellamento nazifascista tra il 16 e il 19 luglio del 1944 che portò alla fucilazione di sette partigiani.
La Val Cichero comprende piccoli centri abitati: Celesia, Villagrande di Cichero, Larvego, Costa Romaggi, Calcinaia, Costacalderaia, Fereccio, Lomaro, Gnorecco, Terenzana, Larvego, Vignetta. La valle è meta di numerosi amanti delle camminate. Si può risalire fino ai prati di Cichero e da lì è possibile fare percorsi che portano al monte Ramaceto e all'alta via dei Monti Liguri da cui si può scendere in Val d'Aveto che si trova nel bacino idrografico del Po e nel 2019 è stato aperto un piccolo sito archeologico nei pressi di una pietra risalente al Neolitico, che è possibile visitare.
Il torrente Cicana è percorso da appassionati di kajak.